# Караваджизм
Караваджизм — різновид стилю бароко у XVII столітті в мистецтві Західної Європи. Ця мистецька течія співіснувала з так званим «Великим стилем» на чолі з академізмом і класицизмом.
Караваджизм мав розповсюдження лише в живописі, дуже мало — в малюнках і гравюрах.

## Нідерландські попередники караваджизму

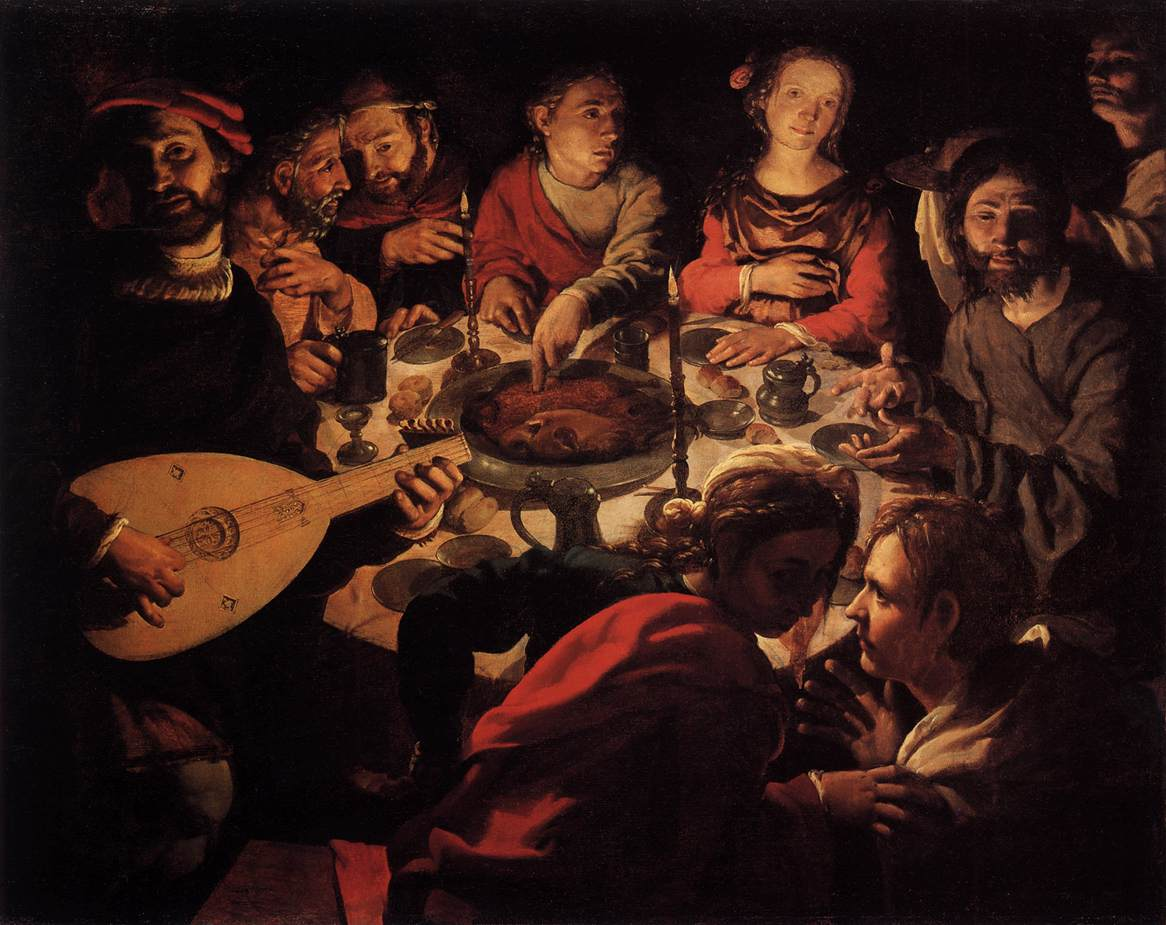
Ян Корнеліс Вермеєн (1504—1559). «Весілля в Кані Галілейській», бл. 1532, музей Боннефантен.
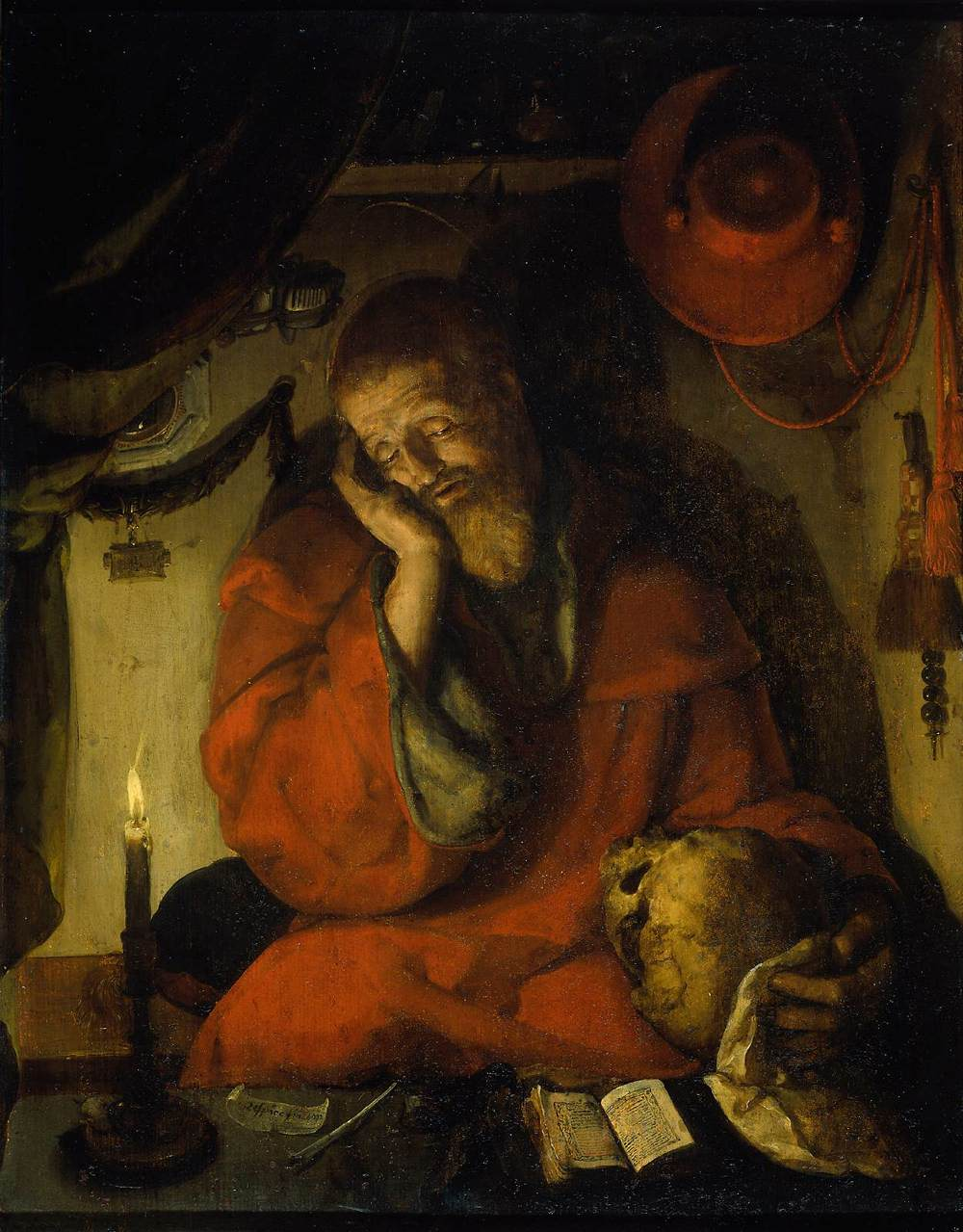
Артген ван Лейден (1498—1564). «Св. Єронім в келії при свічці», бл. 1520, Державний музей (Амстердам)

## Суміш мистецьких течій
Караваджизм виник в епоху, яку слід вважати періодом суміші декількох мистецьких течій наприкінці XVI століття, коли ще були живі і в повній мірі авторитетні майстри пізнього маньєризму. Навіть сам Караваджо в молоді роки навчався у маньєриста Сімоне Петерцано, але нічого не взяв від застарілих, переобтяжених, штучних композицій свого вчителя і маньєризму як такого. Помічником працював Караваджо і в майстерні римського маньєриста Джузеппе д'Арпіно, але і від нього не запозичів нічого, окрім технічних навичок.
Відокремленість Караваджо від пізнього маньєризму добре відчував Джованні Бальоне, теоретик мистецтва, сам представник маньєризму і другорядний римський художник. Бальоне засуджував бунтівного в поведінці і художній манері Караваджо і завжди був на боці його ворогів.
Від геніального Мікеланджело Буонарротті йде лінія барокового живопису Італії. Цю лінію підхопили римські живописці (П'єтро да Кортона, Андреа Поццо, Аннібалє Каррачі та ін.), яких всіляко підтримали багатії і можновладці. Адже стиль бароко намагались монополізувати, аби воно уславило могутність і велич церковних і світських князів, велич католицизму. Тим часом живопис бароко покинув героїчні і демократичні традиції Мікеланджело заради декоративних ефектів чи формальних завдань.
Караваджо використовував лише деякі знахідки і засоби бароко, залишаючись в межах реалізму, притаманного північним художнім школам Італії. Він міг бачити і твори нідерландських художників, які рано почали розробляти композиції з нічним чи свічковим освітленням. Проблема реалізму в цих художніх школах ще недостатньо вивчена і недооцінена. Але його потужні можливості в повній мірі відбилися як в геніальних картинах Караваджо, так і в полотнах менш відомих майстрів, творців реалістичних портретів, натюрмортів, побутових і релігійних картин (портрети Вітторе Гісланді, натюрморти Крістофоро Мунарі, Беттера, Еварісто Баскеніса, побутові картини Чіппера та ін.)

## Караваджизм в Італії

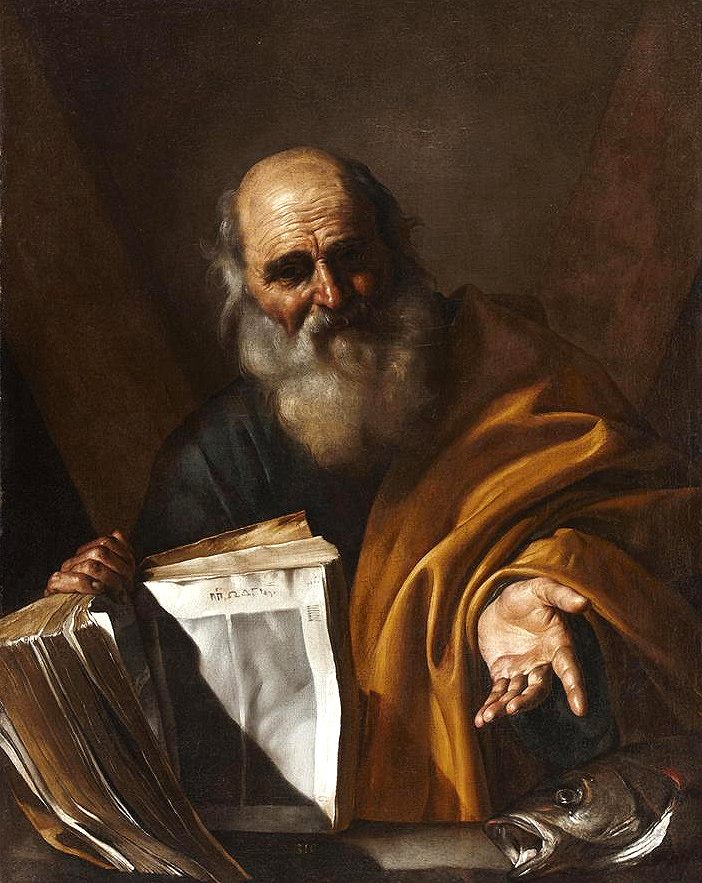
Хосе де Рібера. Святий Андрій Першозваний

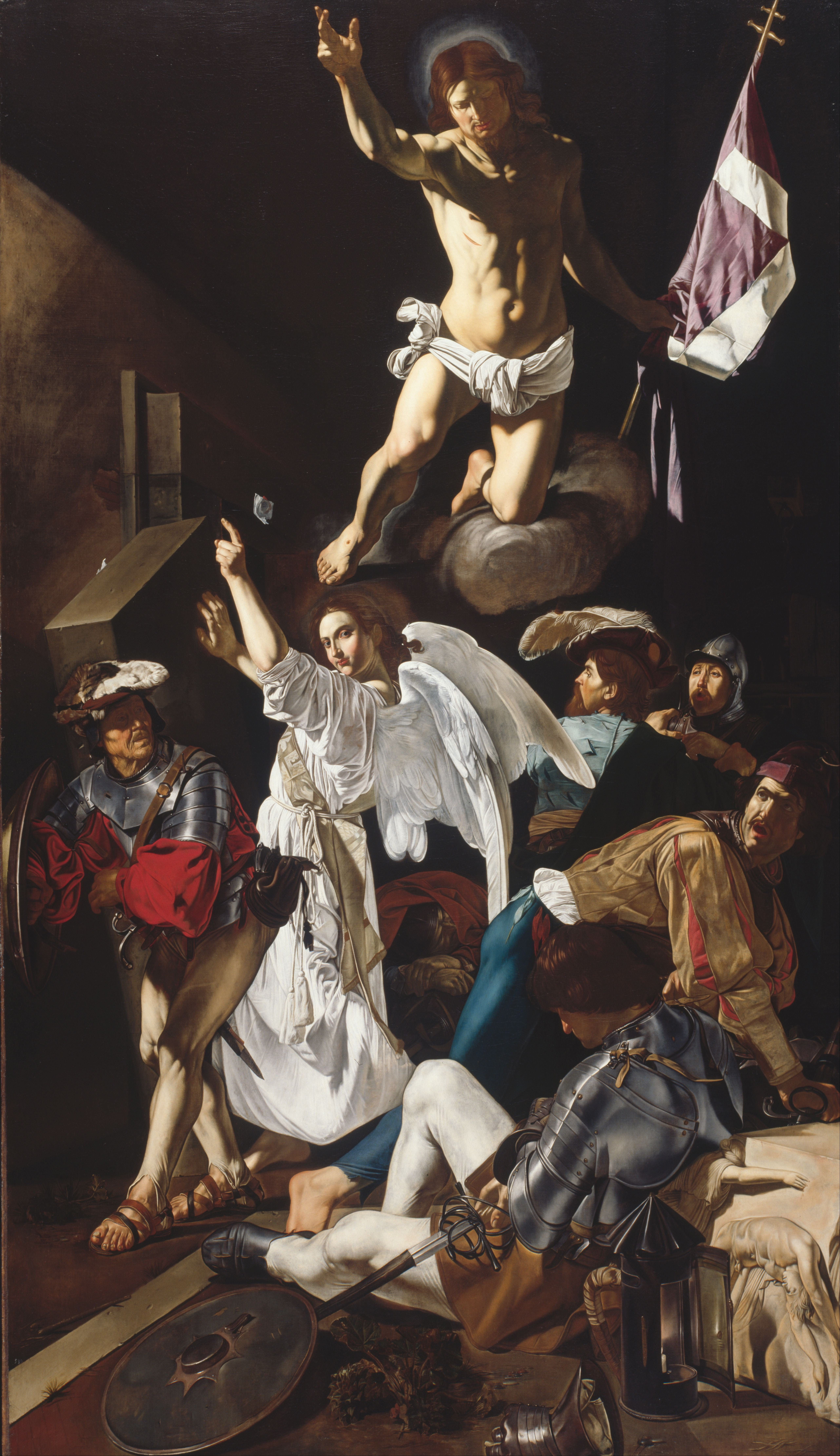
Вознесіння Христа, Художній інститут Чикаго

Караваджизм в Італії характеризувався неглибоким проникненням у сутність знахідок Караваджо, засвоєнням його зовнішніх ознак, типажу, світлотіні. Світлотінь, різка в нічних сценах і дещо м'якша в побутових картинах, була головною ознакою караваджизму. З'явилися художники, які спеціалізуються на нічних сценах і вечірньому освітленні (Матіас Стомер, Бартоломео Манфреді, у Франції — Жорж де Латур, Жак Белланж). За пристрасть до нічного освітлення Герард Хонтхорст навіть отримав прізвисько Герардо делла Нотте, тобто Нічний Герардо.
Лише талановиті представники караваджизму відходять від формальних ознак стилю Караваджо і насичують картини особистими знахідками, прокладаючи свої стежки в мистецтві, нехай і неширокі (Хосе де Рібера, Матіас Стомер, Караччоло, Массімо Станціоне, Карло Сарачені, Ніколо Реньєрі, Валантен де Булонь).

## Засновник Караваджо, який не був караваджистом
Караваджо прожив недовге, насичене неприємними пригодами і тяжкою працею життя, що трагічно обірвалося на 38 році. На відміну від Мікеланджело Буонарротті, він не бачив, що стає засновником нового стилю. Адже неприємний плин трагічних подій пришвидшився настільки, що було не до споглядань. Караваджо не мав міцної художньої освіти і сам творив себе як художника. Караваджо — автодидакт за малим чи великим рахунком. Караваджо навчався від природи і суворої до нього реальності. Тому так багато простонародних персонажів у його картинах. Тому майже нема портретів аристократів, фресок в палацах і пейзажів. Але навіть недоліки освіти і майстерності Караваджо стали його перевагами. Він не пристосовував свої твори до вимог аристократичного «Величного стилю», а наповнював їх справжніми почуттями демократичного, народного оточення, почуттями, які добре знав і сам. Тому такий справжній відчай у апостола в «Поцілунку Юди», тому така щира несподіванка в «Обиранні Христом апостола Матвія», тому такий сум і скорбота в «Покладанні у труну», бо ховають найкращого і незамінного, якому б ще жити на радість громади. Караваджо — великий реаліст. Але він ніколи не був караваджистом. Караваждисти розкрадали його знахідки, його композиції, облегшували і емоційне навантаження, і сутність трагічних образів. В картинах Караваджо гримить трагічна музика, а в караваджистів — муркотять струни лютень і співають хвацьких чи солоденьких пісень, інколи поряд із повіями.
Майже нема відомостей про прямих учнів Караваджо, хоча його моделлю і співробітником у молоді роки був Маріо Мінніті, художник і послідовник майстра. Можливо, деякі картини він робив з ним. Але його учнями стали (після смерті майстра) художники Фландрії (нині Бельгія), Іспанії, Франції, Голландії, Італії. Деякі з них мали хист і могутній талант. І не зупинялись на знахідках Караваджо. Майстри ж малообдаровані жували прийоми Караваджо все життя, але попрацювали заради становлення і укріплення реалізму попри пізній маньєризм, академізм братів Каарачі, чудернацькі витівки малообдарованих майстрів бароко.

## Караваджисти різних країн
- Італія: Массімо Станціоне(1585—1656), Матіас Стомер (бл. 1600-після 1672), Доменіко Фетті(1589—1623), Караччоло (1580?-1637), Ораціо Джентілескі (1563—1639), Ніколо Реньєрі (1591—1667), Ораціо Рімінальді (1593—1630), Джоакіно Ассерето (1600—1649), П'єтро Новеллі (1603—1647),Джованні Серодіне (1600—1630), Ліонелло Спада (1576—1622), Ораціо Фідані (1610 ?- 1656 ?), Бартоломео Манфреді (1587?-1621), Хосе де Рібера (1591—1652), Гверчіно (1591—1666), Матіа Преті (1613—1699), Пьєтро Новеллі (1603—1647), Лоренцо Ліппі  (1606—1665), Антоніо де Белліс (бл. 1616—1656), Андреа Ваккаро (1598—1670), Карло Сарачені (1579—1620), Артемізія Джентілескі (1598—1653), Бартоломео Кавароссі (1590 ? — 1625), Ораціо Борджанні (1578?-1616), Карло Селітто (1581—1614), Маріо Мінніті (1577—1640), Франческо Бонері(Цессо дель Караваджо 1590 ?- після 1625), Танціо да Варалло (бл. 1575—1633), Доменіко Фйязелла  (1589—1669), Ніколо Торніолі (1598—1651), П'єр Франческо Чіттадані (1616—1681), Чезаре Дженнарі (1637—1688), Джованні Доменіко Ломбарді (1682—1751).

- Фландрія: П. П. Рубенс (ранні твори), Абрахам Янсенс (1575—1632), Адам де Костер (1586—643), Якоб Йорданс (1593—1678), Герард Сегерс (1591—1651), Теодор Ромбоутс (1597—1637), Луї Фінсон (бл. 1575—1617), Ян Коссирс (1600—1671), Пітер ван Моль (1593—1650), Якоб ван Оост Старший (1601—1671), Ян Янссенс (1590-після 1650), Теодор ван Лун (1585- після 1660).

- Франція: Валантен де Булонь (1594—1632), Жорж де Латур(1593—1652), Сімон Вуе (ранні твори (1590—1649), Николя Турньє (1590—1639), Жак Белланж (бл. 1575?- бл. 1616), Клод Віньйон (1593—1670).

- Іспанія: Франсіско Рібальта (1565—1628), Хосе де Рібера, Дієго Веласкес (1599—1660) ранішні твори, Франсіско де Сурбаран(1598—1664), Хуан Баттіста дель Майно (1578—1641).

- Голландія: Рембрандт(1606—1669), Ян Лівенс (1607—1674), Леонард Брамер (1596—1674), Херман ван Алдеверелт (1629—1669), художники міста Утрехт — Гендрік Тербрюгген(1588—1629), Герріт ван Гонтгорст(1590—1656), Дірк ван Бабюрен (бл.1595-1624), Ян ван Бейлерт (1597—1671)та ін.

- Німеччина: Адам Ельсгаймер (1578—1610), Йоахим фон Зандрарт (1606—1688).

## Обрані твори (галерея)

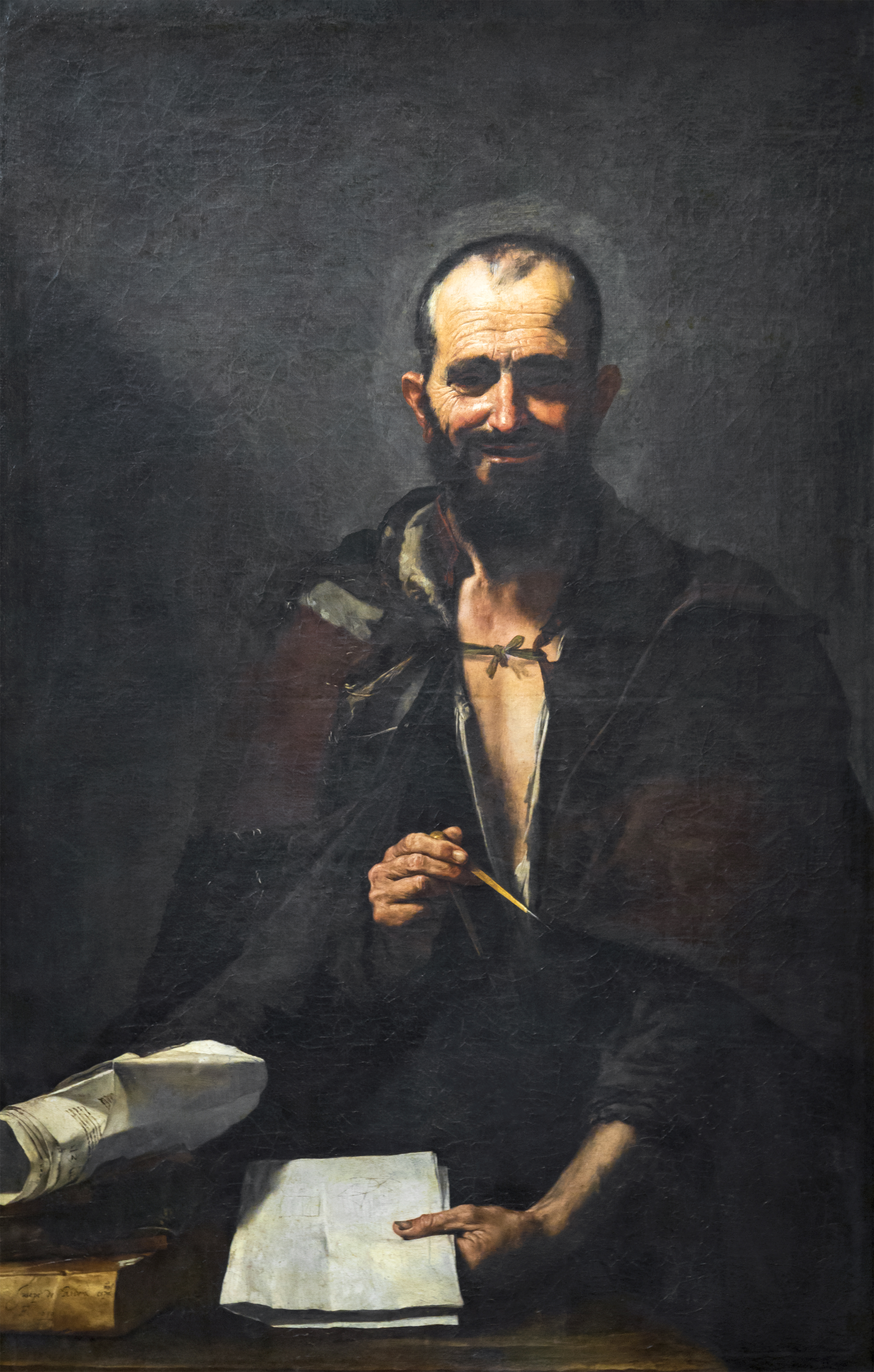
Хое де Рібера. Так званий «Архімед», 1630 р., Національний музей Прадо, Мадрид.
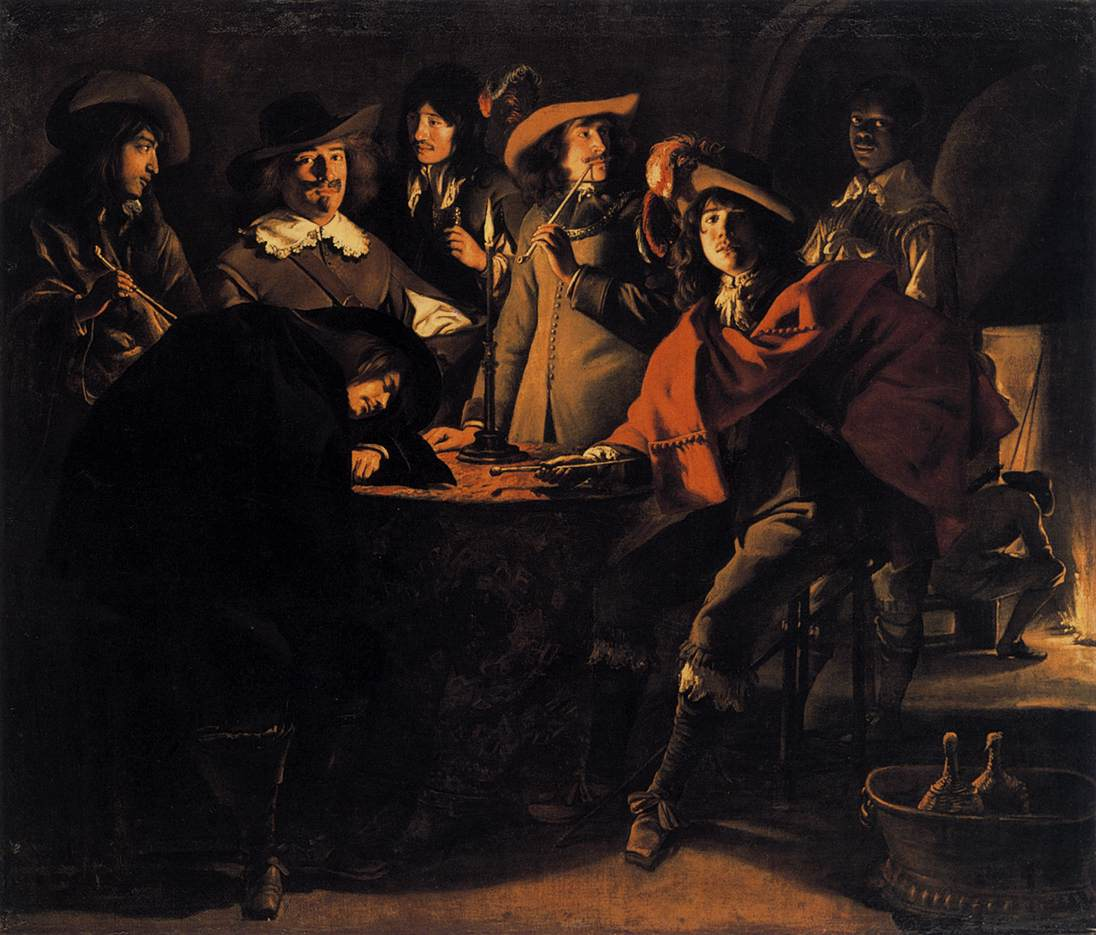
Брати Лєнен. « Вояки у казармі надвечір», Лувр, Париж
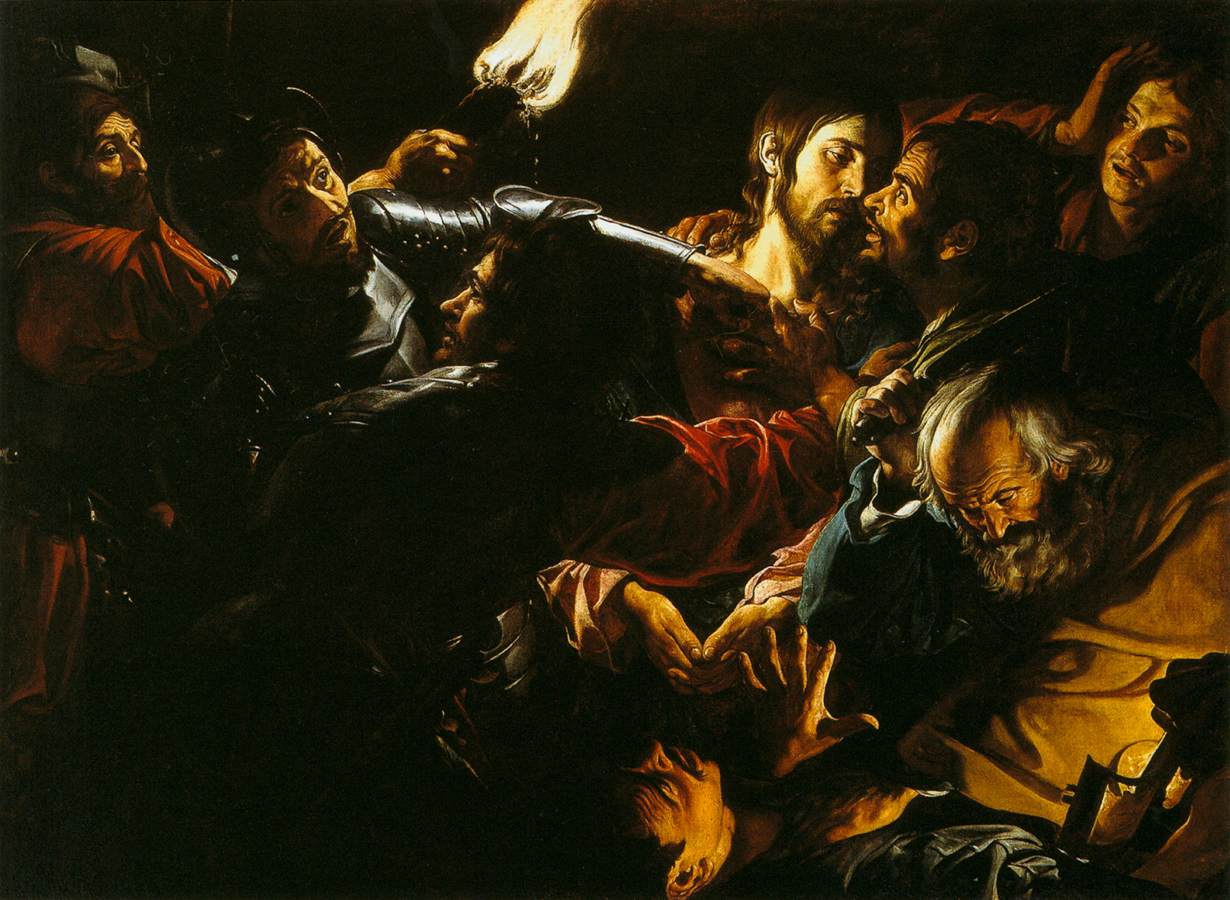
Жерар Дюфе, «Христа беруть під варту», 1620. Музей витончених мистецтв (Бостон)
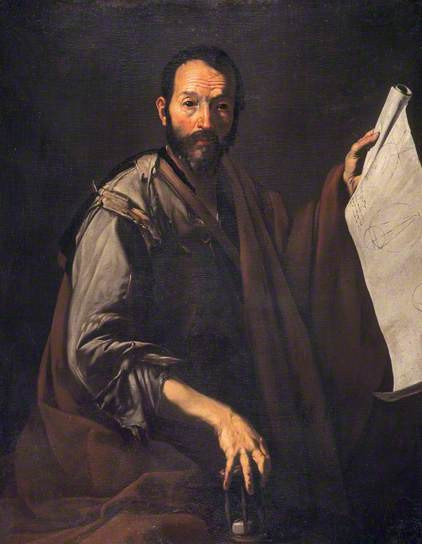
П'єтро Новеллі (1603-1647). « Філософ з рукописом та пісочним годинником », Національна галерея Шотландії, Единбург
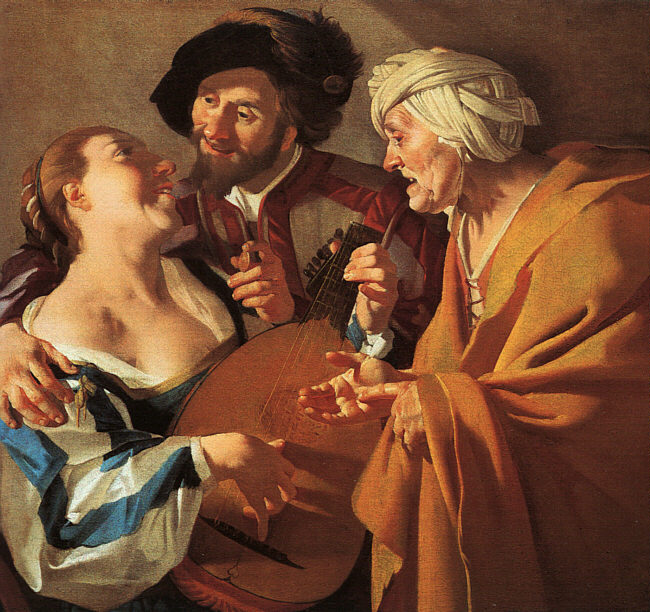
Караваджист Бабюрен.Клієнт у повії
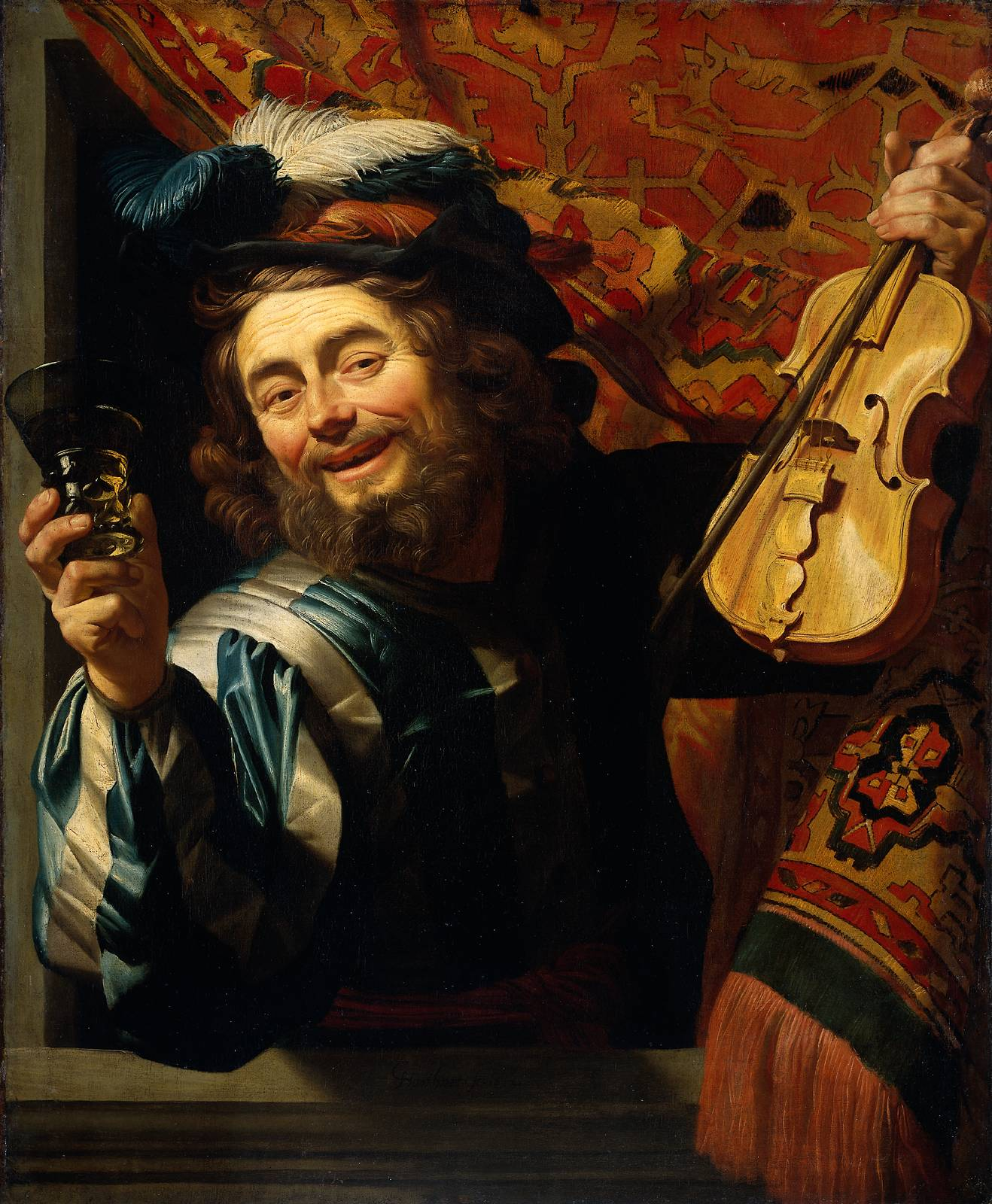
Караваджист Хонхорст. Пьяненький скрипаль, 1623
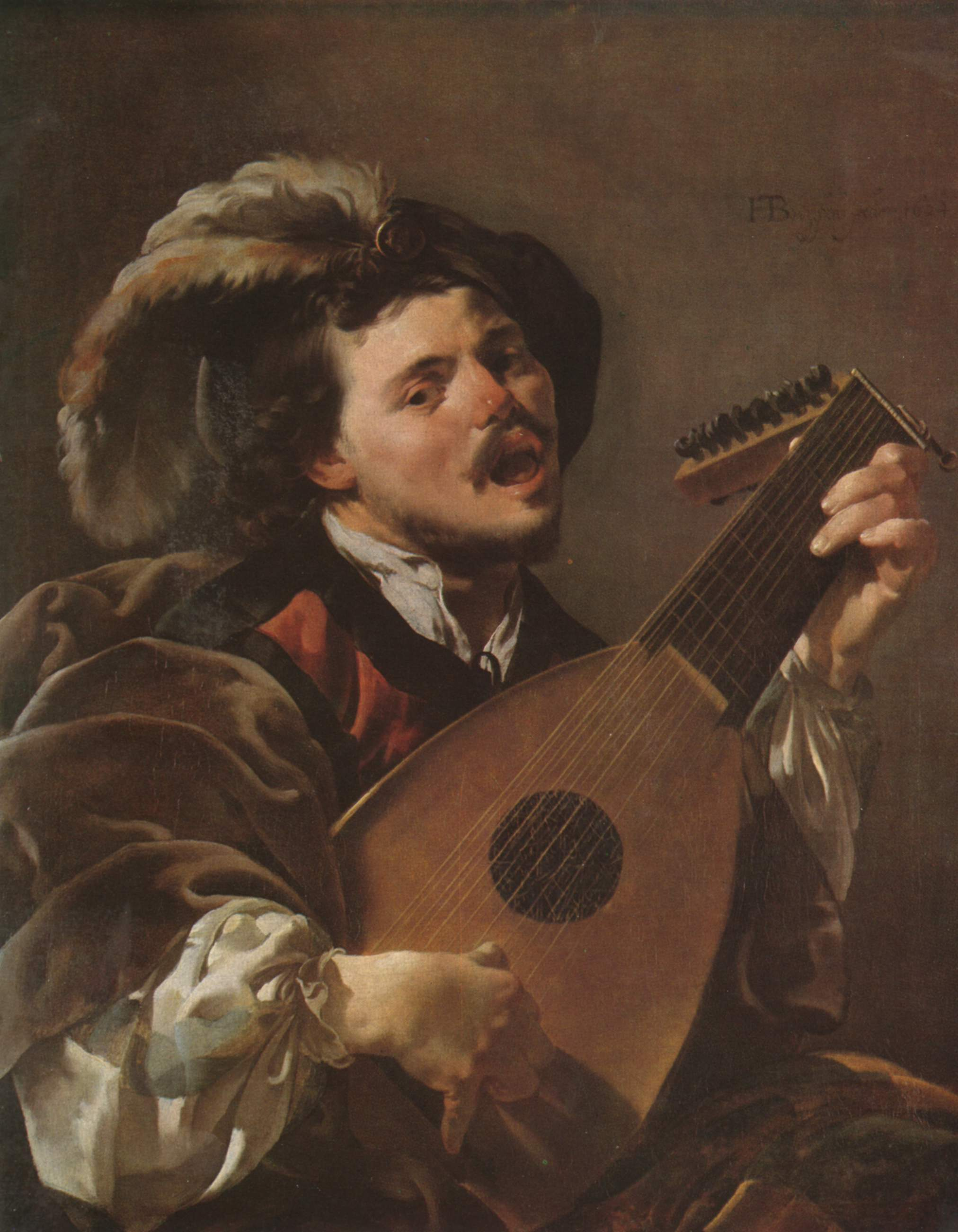
Караваджист Тербрюгген.Спочатку горланить, а потім хильне, 1624
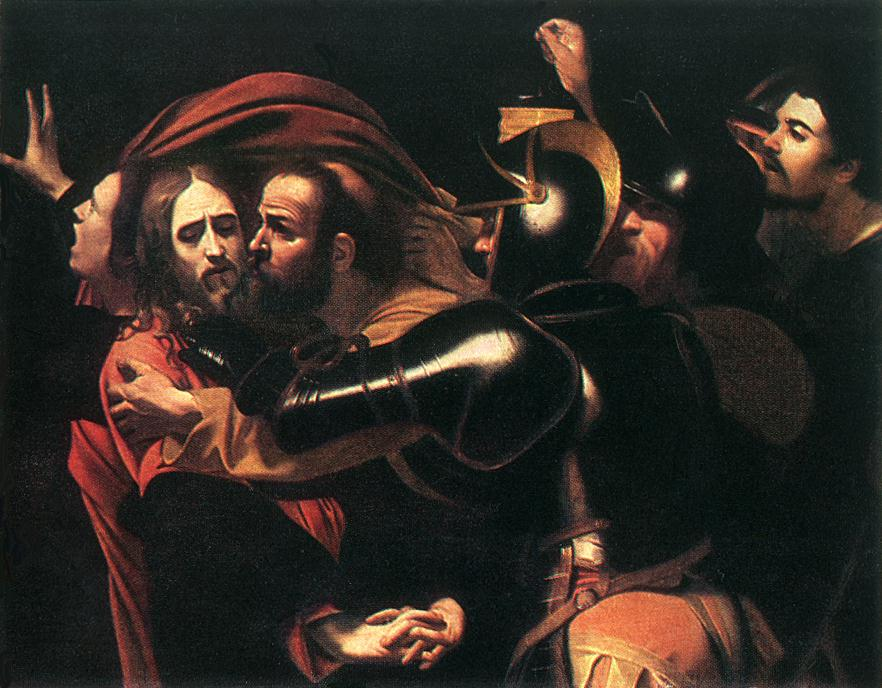
«Христа беруть під варту» ( «Поцілунок Юди»). Варіанти в Дубліні й Одесі
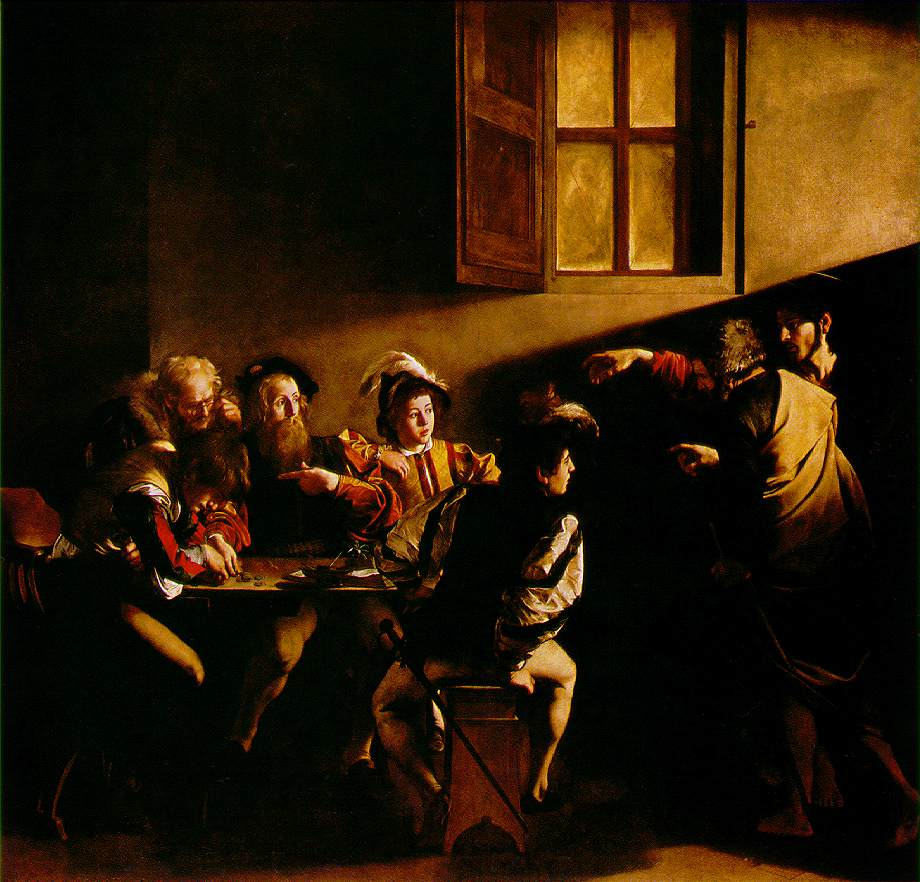
«Христос обирає апостола Матвія»
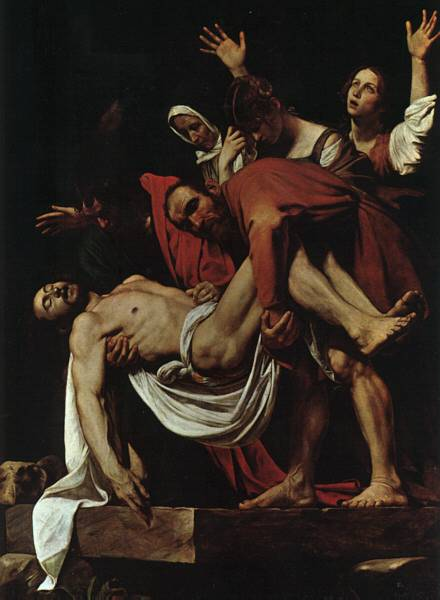
«Покладання Христа у труну», Ватикан
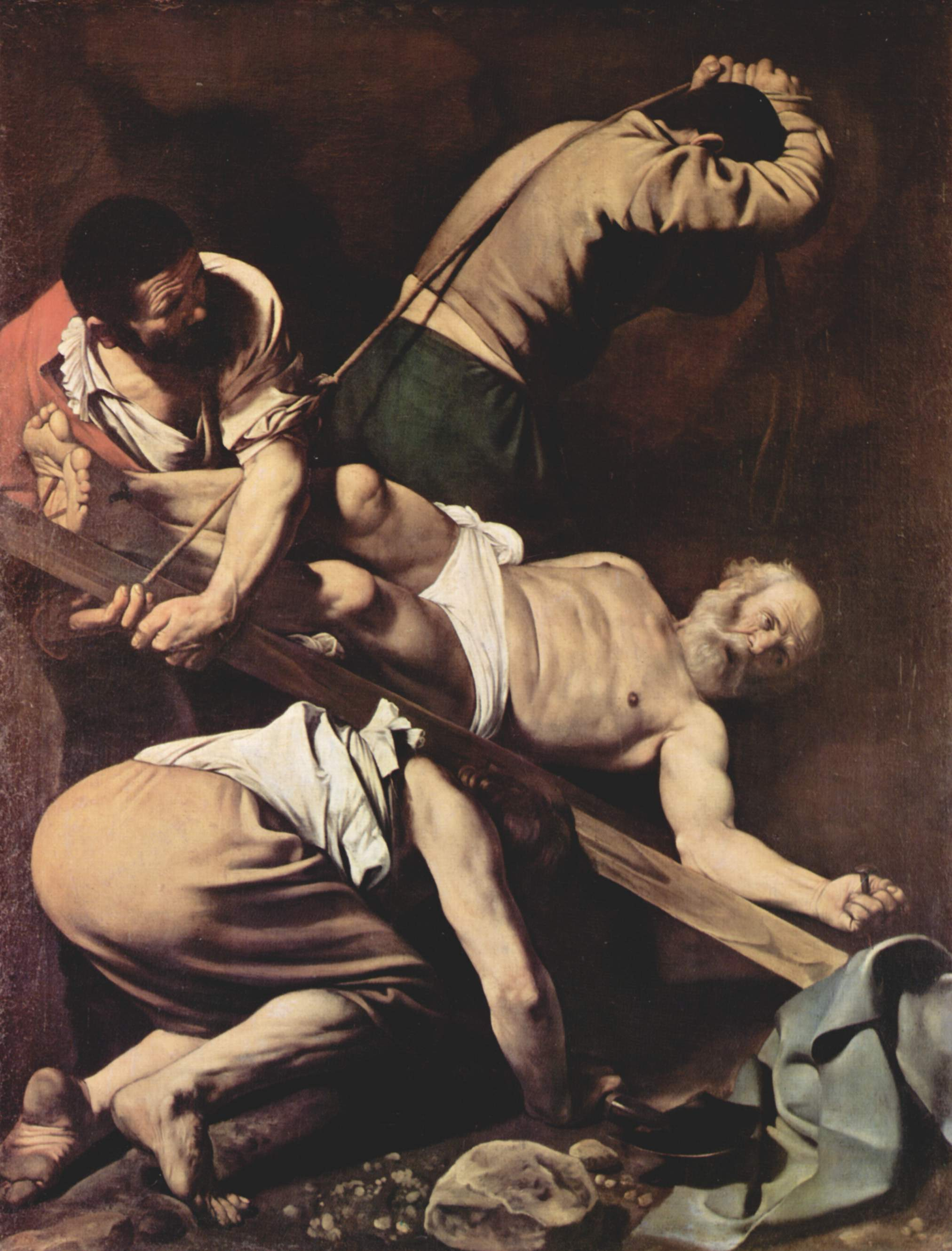
«Мучеництво Св. Петра»
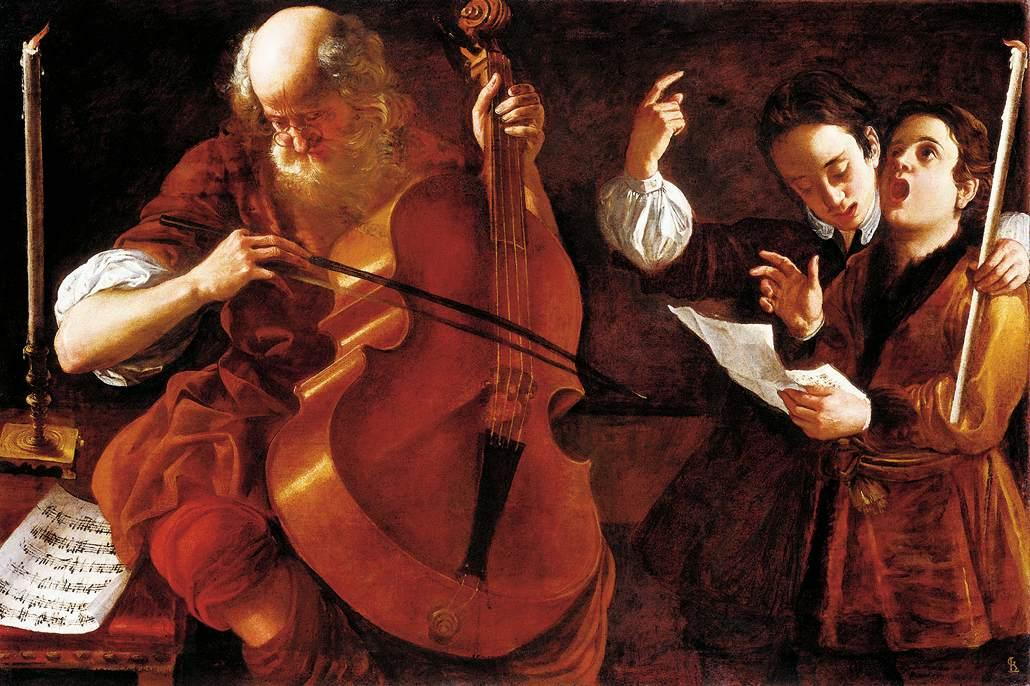
Джованні Доменіко Ломбарді (1682-1751). «Концерт з двома хлопчиками-співаками», приватна збірка
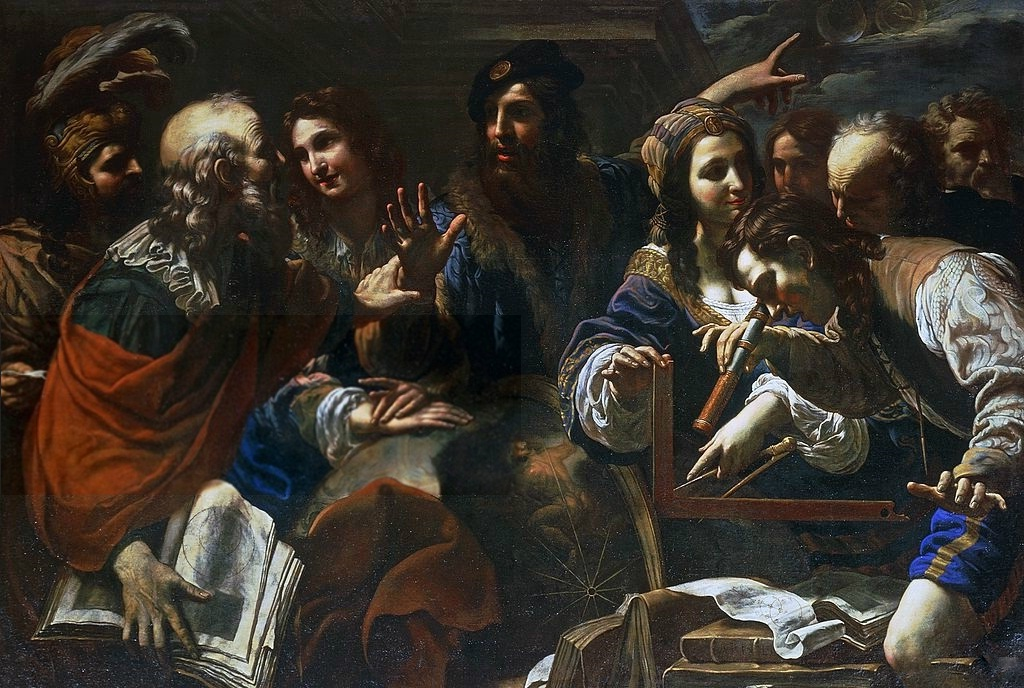
Худ. Ніколо Торніолі, Італія. «Гурток астрономів», Галерея Спада, Рим
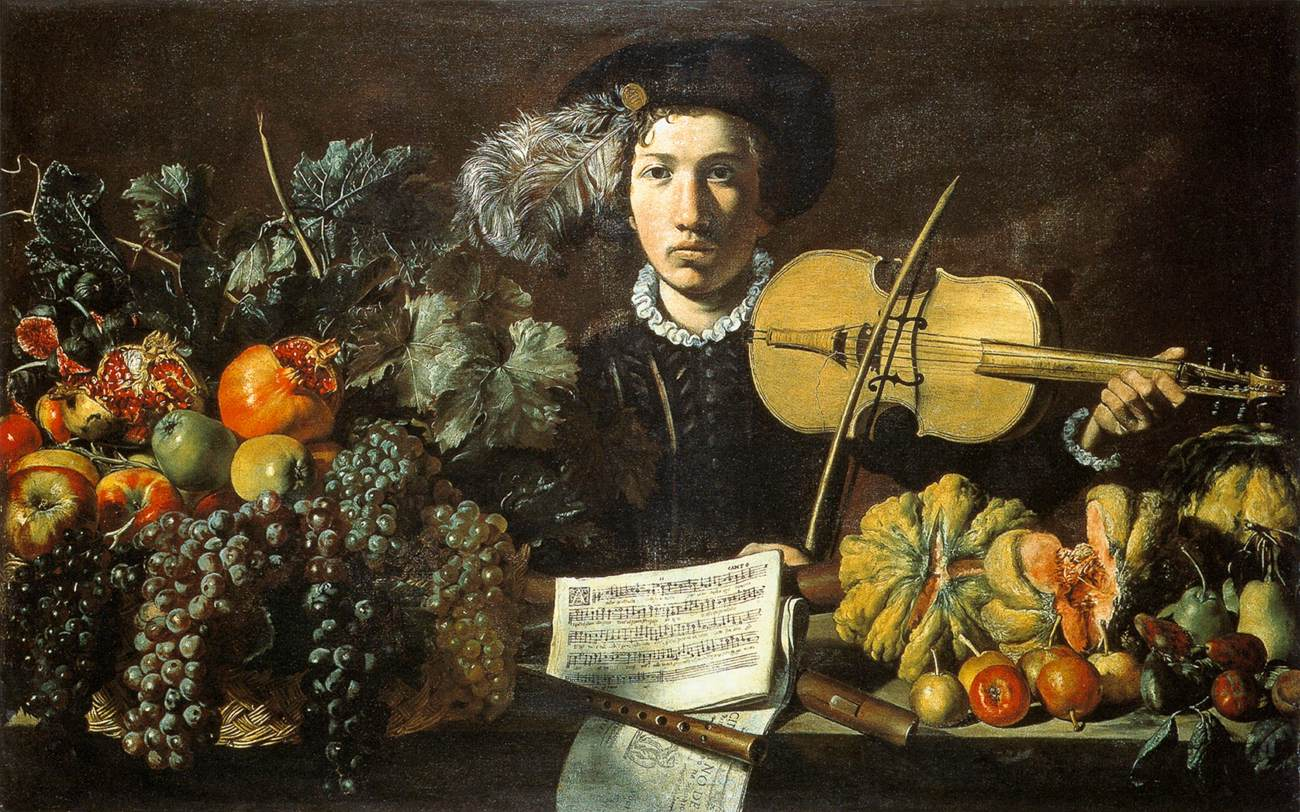
Master Of The Acquavella Still-Life. «Скрипаль з овочевим натюрмортом», бл. 1620, приватна збірка
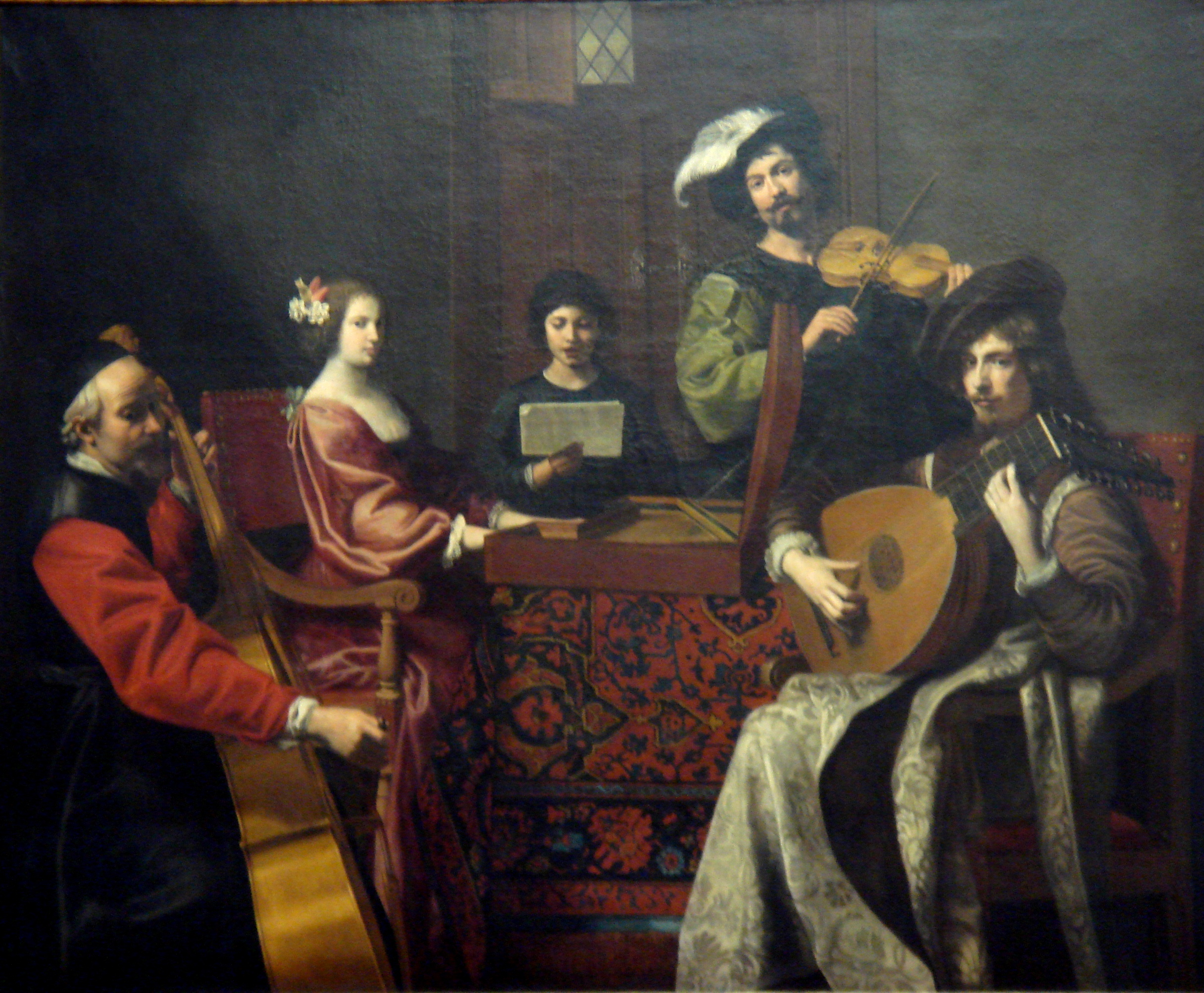
Николя Турнье. «Концерт», Лувр
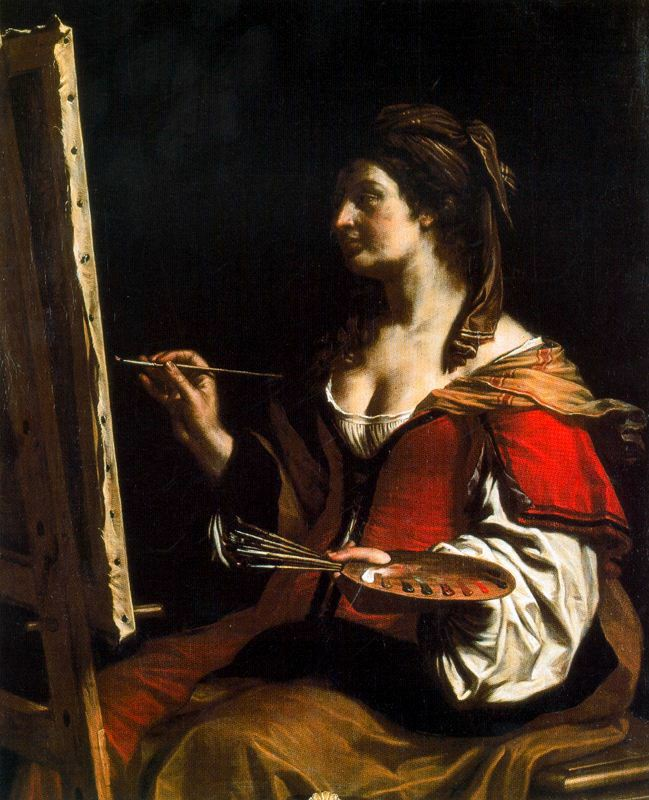
Чезаре Дженнарі. «Алегорія живопису», друга половина 17 ст., Національна галерея старовинного мистецтва (Рим)
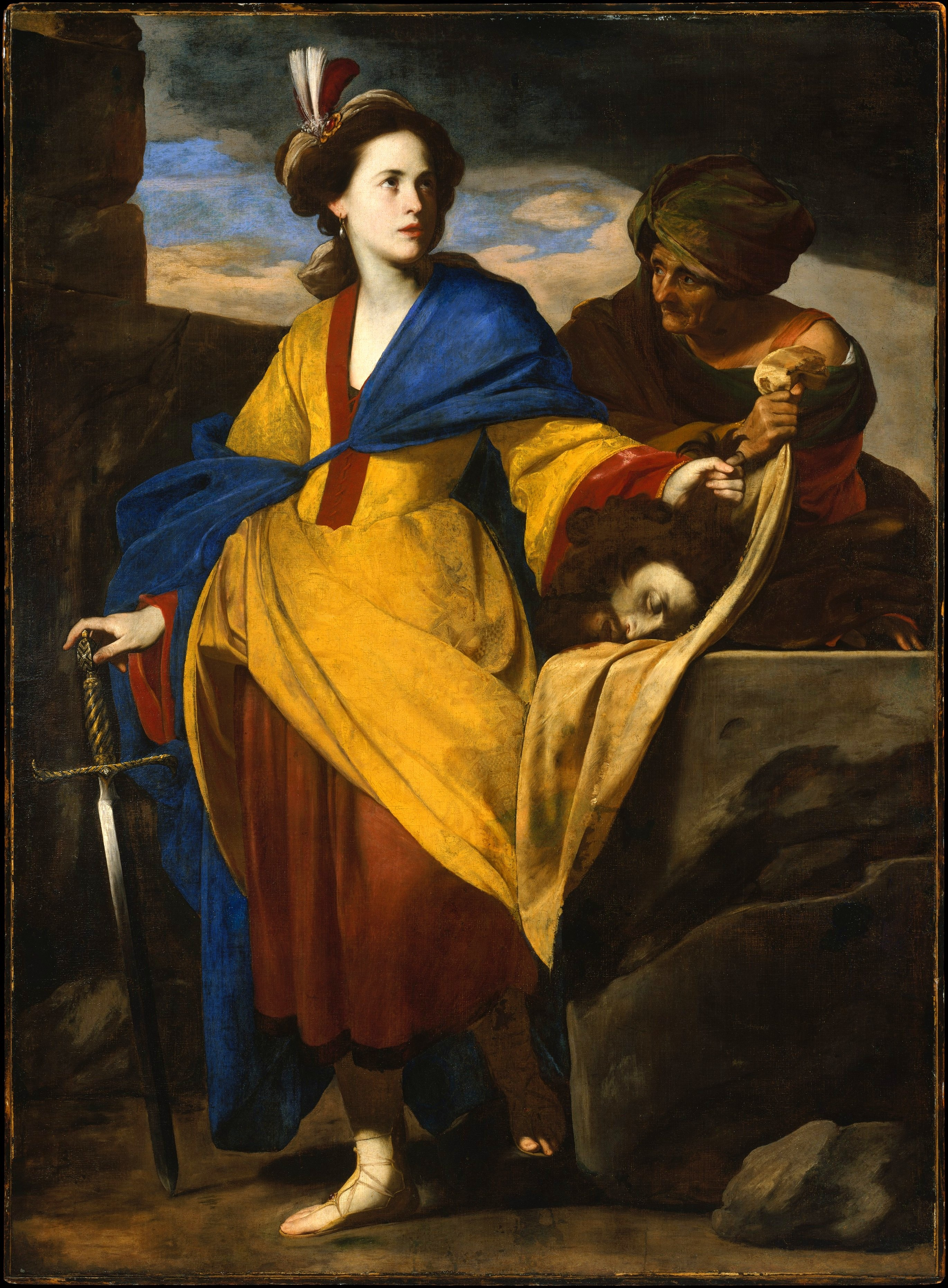
Худ. Массімо Станціоне. Юдита з головою Олоферна. Метрополітен-музей
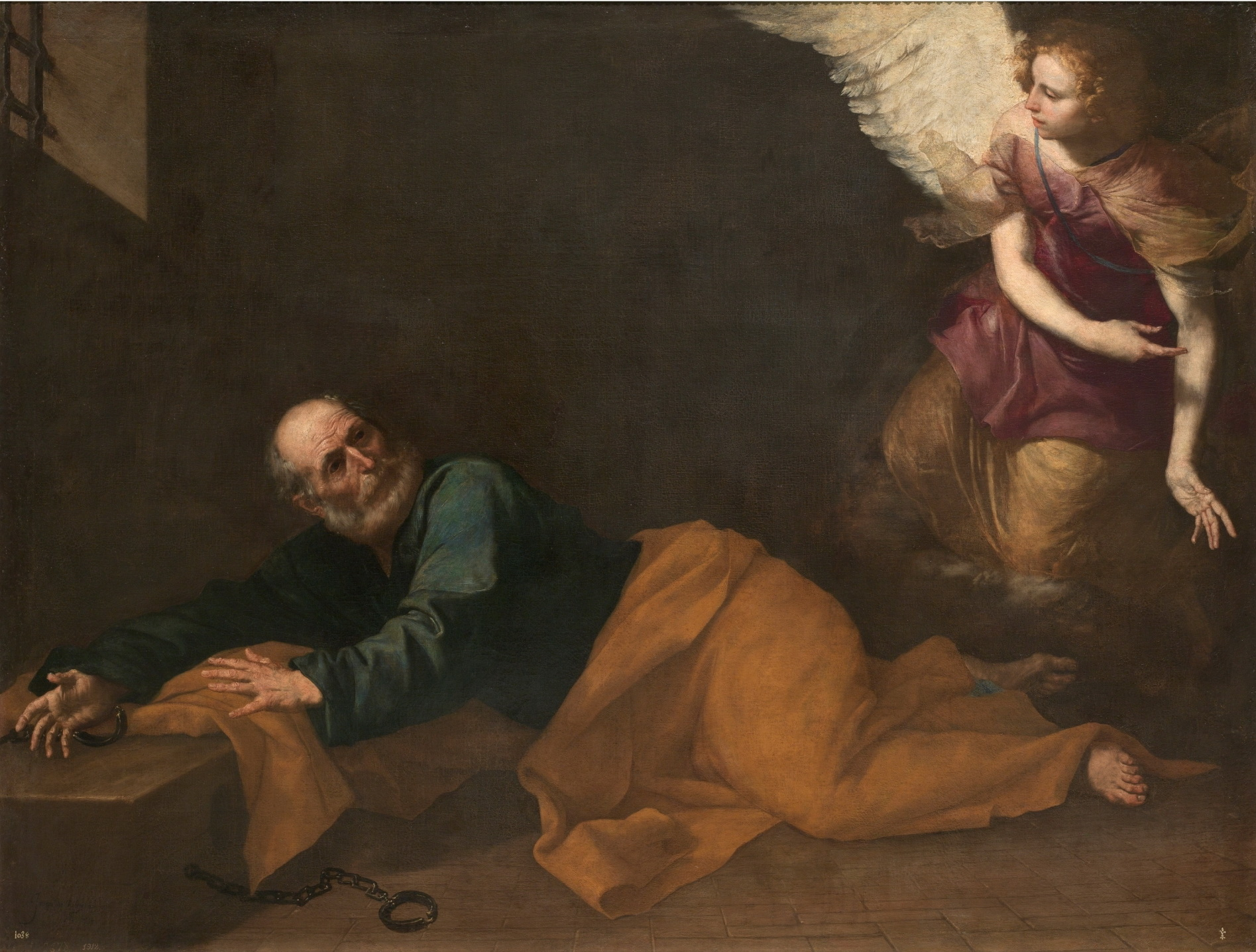
Хосе де Рібера.Янгол виводить Апостола Петра із в'язниці
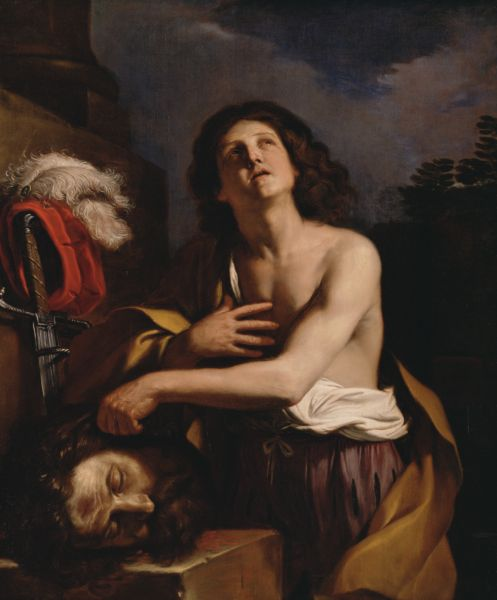
Худ. Гверчіно. Молитва Давида поряд з відрубаною головою Голіафа
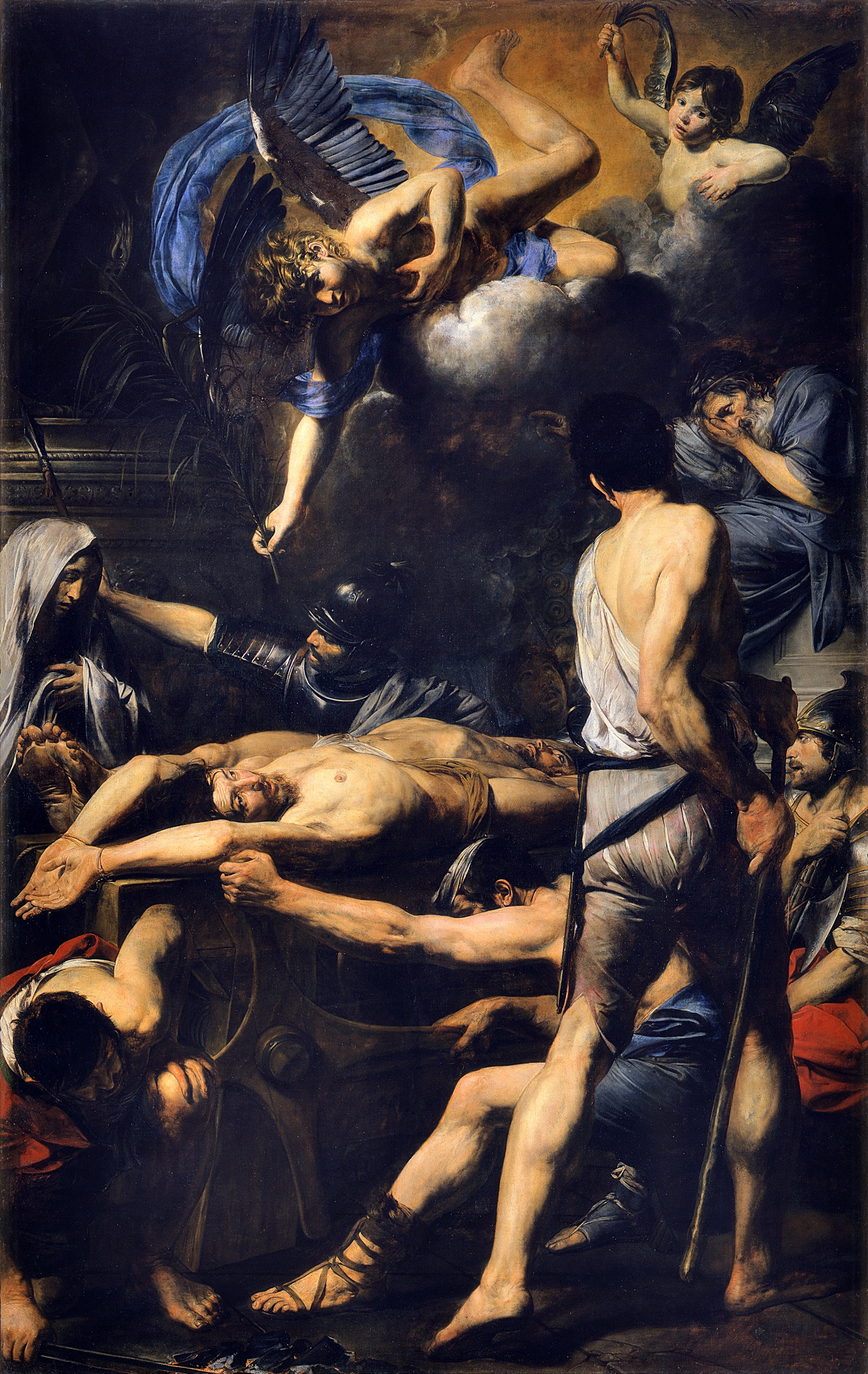
Худ. Валантен де Булонь. Мучеництво Св. Мартіріана і Процессуса.
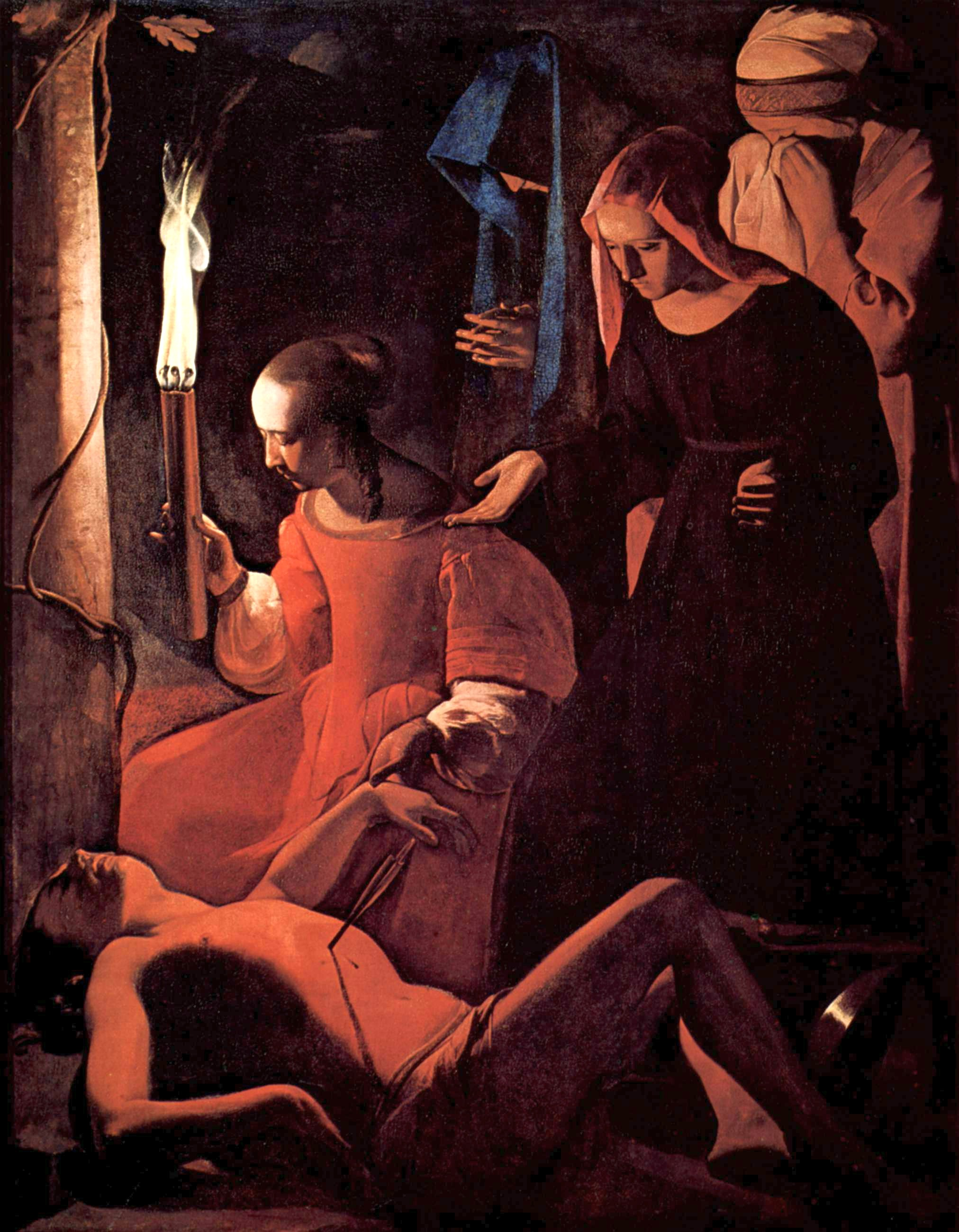
Жорж де Латур. Свята Ірина рятує Св. Себастьяна вночі
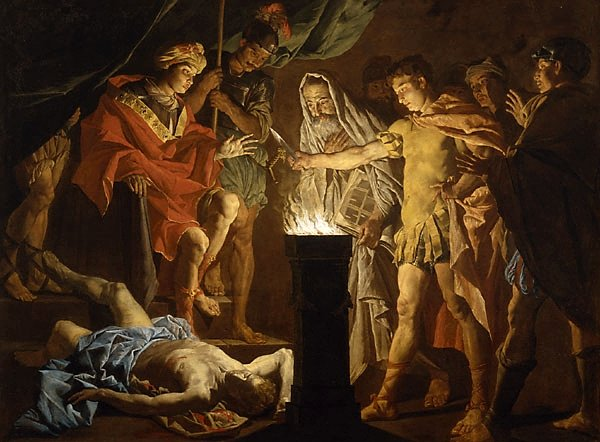
Худ. Матіас Стомер. Муций Сцевола спалює власну руку аби налякати загарбника Порсену
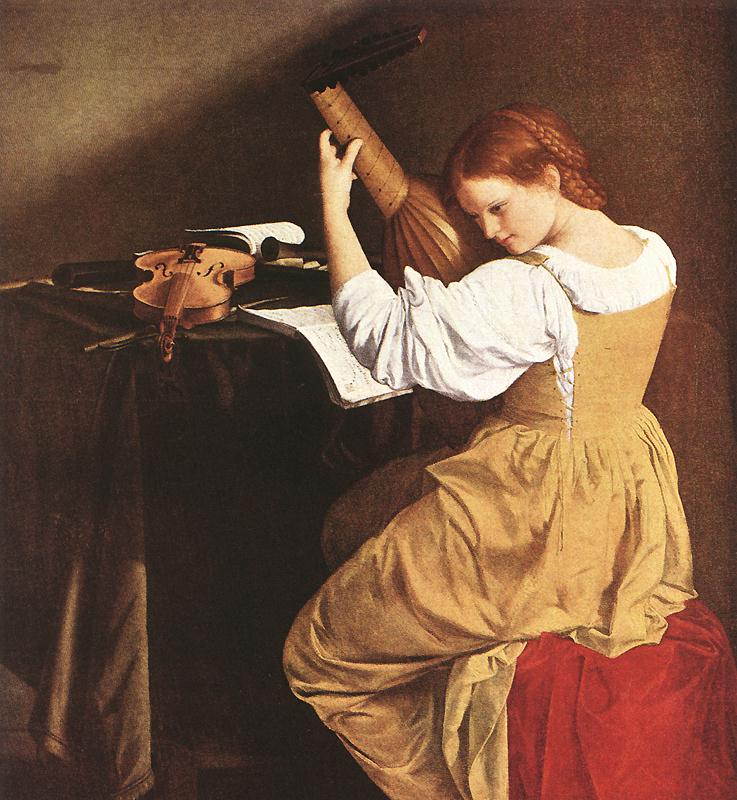
Хораціо Джентілєскі. Дівчина грає на лютні
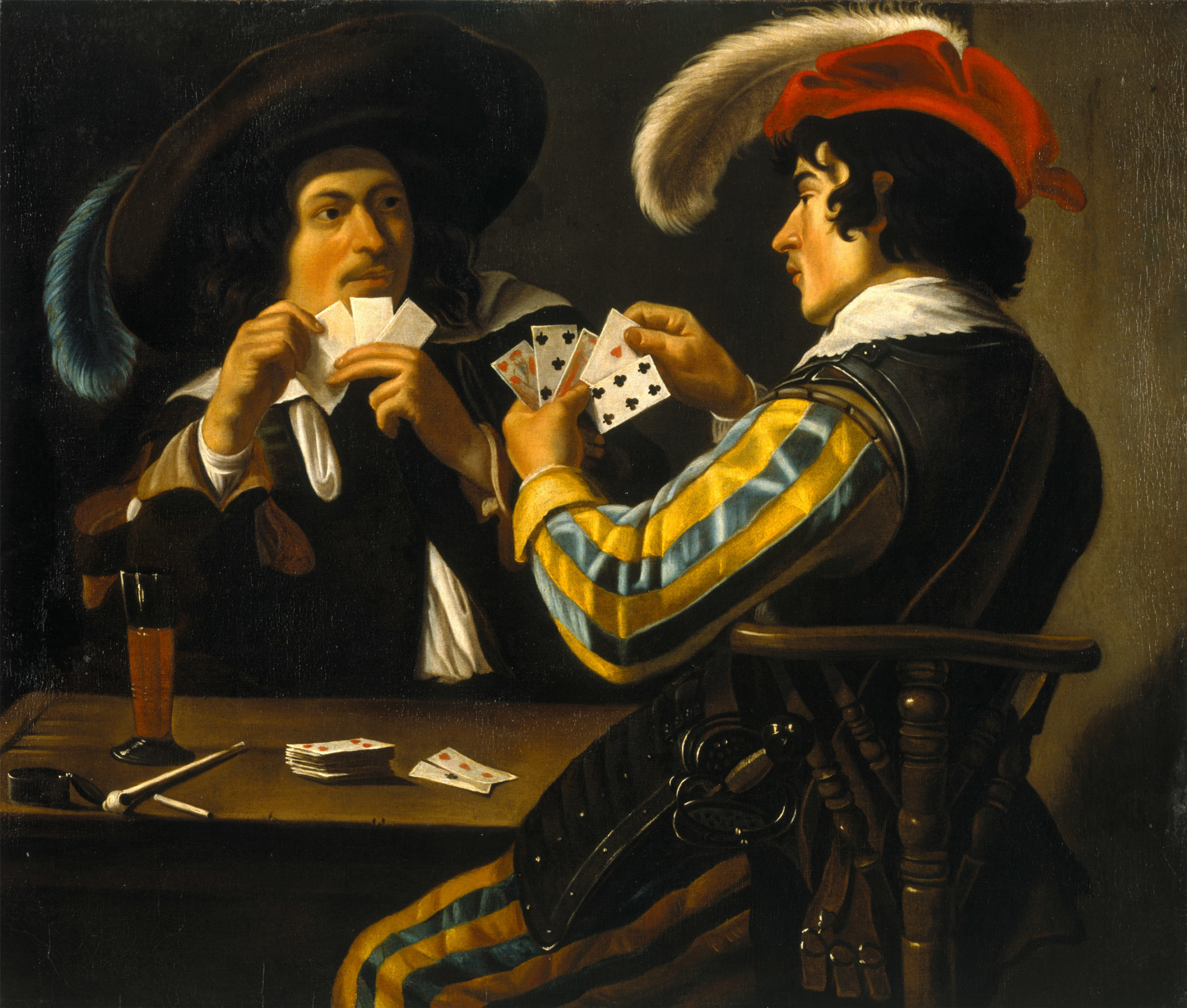
Теодор Ромбоутс, «Гра в карти», Зальцбург, Австрія